# Shree K. Nayar

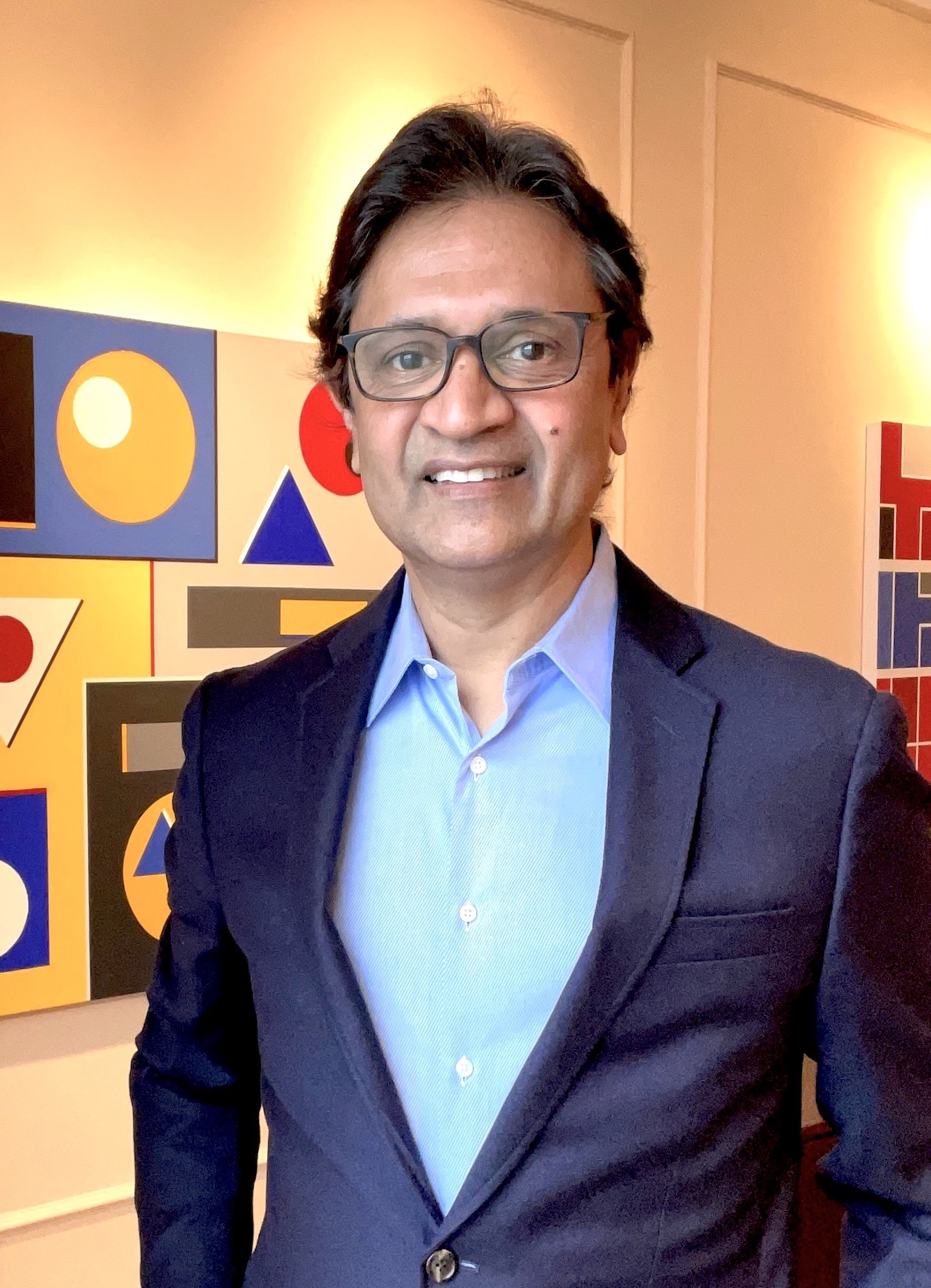
Shree K. Nayar

Shree K. Nayar (* 1963) ist ein indisch-US-amerikanischer Computeringenieur und Hochschullehrer an der Columbia University, der im Bereich von Computervision, Computergrafik und digitalen Kameras forscht.

## Leben
Nayar studierte Elektrotechnik am Birla Institute of Technology in Ranchi, Indien, und bestand dort 1984 seinen Bachelor of Science 1984 begann er, für Taylor Instruments als Entwicklungsingenieur zu arbeiten. 1986 erwarb er den Master of Science in Computer Engineering an der North Carolina State University in Raleigh. Im Anschluss wurde er Forschungsassistent am The Robotics Institute der Carnegie Mellon University in Pittsburgh. Im Sommer 1989 war er Gastforscher bei Hitachi Ltd. in Yokohama, Japan. 1991 promovierte Nayar zurück in Pittsburgh zum Ph. D. Im Anschluss wurde er als T. C. Chang Professor an die Columbia University berufen. 2009 wurde er Dekan.

## Auszeichnungen
Nayar gewann mehrere best paper awards für seine wissenschaftlichen Veröffentlichungen. Weitere Auszeichnungen:
- 2011: Mitglied der American Academy of Arts and Sciences
- 2009: Alumni Achievement Award, Carnegie Mellon University
- 2008: Mitglied der National Academy of Engineering[2]
- 2006: Great Teacher Award, Columbia University
- 1995: David Marr Prize, International Conference on Computer Vision
- 1995: Keck Engineering Teaching Excellence Award[3]
- 1994: NTT Distinguished Scientific Achievement Award
- 1992: Fellow of the David and Lucile Packard Foundation
- 1991: National Young Investigator Award, National Science Foundation
- 1990: David Marr Prize, International Conference on Computer Vision

## Schriften
- mit Tomoo Mitsunga: Radiometric Self Calibration. In Proceedings of the IEEE Conference on Computer Vision and Pattern Recognition, Vol. 1, S. 374–380. IEEE, Fort Collins 1999, ISBN 0-7695-0149-4 (PDF, 950 kB)